# Григорий (Папатеодору)
Епископ Григорий (греч. Επίσκοπος Γρηγόριος, в миру Григориос Папатеодору, греч. Γρηγόριος Παπαθεοδώρου; 1770, деревня Минти, Элида — 1825, Метони) — епископ Константинопольской православной церкви, епископ Мефонский (Метонский), один из героев Греческой революции и Освободительной войны 1821—1829 годов.

## Биография
Появился на свет в 1770 году в селе Минти нома Элида, но родом восходил к селу Зурца эпархии Олимпия, откуда его семья бежала, спасаясь от турок. Все четверо его братьев также стали участниками Освободительной войны. Его дядя военачальник, Атанасиос Григориадис, участвовал в осаде крепости Пилоса (см. Осада Наварино (1821).
Епископ был посвящён в тайное общество Филики Этерия в 1817 году «апостолом» Анастасиосом Пелопидасом, после чего возглавил восстание в Метони 29 марта 1821 года, в ходе которого запер турецких пленных в крепости Модон. После того как епископ установил блокаду вокруг крепости, он с отрядом повстанцев отправился к крепостям города Пилос и участвовал в их осаде.
Участвовал во Втором Национальном собрании в Астросе в 1823 году. В 1824 году был председателем Сената Пелопоннеса.
В 1825 году в бою с турко-египтянами епископ попал в плен, был привезён в Метони, где и принял мученическую смерть.